# 앞산순환로
앞산순환로(대구광역시도 제22호선)는 대구광역시 남구 봉덕동에서 달서구 상인동을 잇는 대구광역시의 중요한 간선도로이다. 신천대로와 월곡로를 이어 '대구내부순환고속도로'로 확대될 전망이고, 4차순환선으로 곧장 이어져 '대구외곽순환고속도로'와의 연결도 용이하다. 전 구간 고가도로로 되어 있으나, 도로 폭은 비교적 협소하여, 제한속도는 60km/h로 되어 있다. 체증이 잦은 구간이어서, 달비골 종점 인근에 4차순환선 구간 중의 하나인 범물동 연결 구간(유료)이 있다.

## 역사
- 1996년 7월 31일 : 현충 고가차도 준공
- 1997년 1월 23일 : 월촌 고가차도 준공
- 1997년 9월 6일 : 대서 지하차도 준공
- 1997년 12월 3일 : 앞산 고가차도 (캠프 워커), 안지랑 고가차도, 대명 고가차도 준공

## 교차점
- 상동교 서단 - 신천대로
- 효명초교입구 삼거리
- 앞산 고가차도(캠프 워커)
- 현충 고가차도
- 안지랑 고가차도
- 대명 고가차도
- 송현 고가차도
- 대서 지하차도
- 월촌 고가차도
- 달비골 - 4차순환선(앞산터널, 유료도로)

## 같이 보기
- 관련 항목 : 대구광역시도 제22호선
- 관련 도로 : 무학로